# Діагональна матриця
Діагональна матриця — квадратна матриця, всі недіагональні елементи якої дорівнюють нулю. 
Більш формально, діагональною називають таку матрицю {\displaystyle A}, що {\displaystyle \forall i\neq j:a_{ij}=0}.
Можна також записати 
{\displaystyle a_{ij}=a_{i}\delta _{ij}\,},
де {\displaystyle \delta _{ij}} — символ Кронекера. 
Одинична матриця діагональна за визначенням. 

## Властивості
- Сума, добуток та обернена матриця(якщо існує) діагональних матриць є діагональною матрицею. Діагональні матриці утворюють підкільце в кільці симетричних матриць:
  - {\displaystyle \ diag(a_{1},\ldots ,a_{n})+diag(b_{1},\ldots ,b_{n})=diag(a_{1}+b_{1},\ldots ,a_{n}+b_{n})}
  - {\displaystyle \ diag(a_{1},\ldots ,a_{n})\cdot diag(b_{1},\ldots ,b_{n})=diag(a_{1}b_{1},\ldots ,a_{n}b_{n})}
  - {\displaystyle \ diag(a_{1},\ldots ,a_{n})^{-1}=diag(a_{1}^{-1},\ldots ,a_{n}^{-1})}
- Визначник діагональної матриці дорівнює добутку всіх елементів головної діагоналі.
- В матриці {\displaystyle \ diag(a_{1},\ldots ,a_{n})} власними значеннями є {\displaystyle \ a_{1},\ldots ,a_{n}} з власними векторами {\displaystyle \ e_{1},\ldots ,e_{n}}.
- Достатньою умовою приведення матриці до діагонального вигляду є попарна відмінність всіх власних значень матриці.

## Застосування
- Довільна квадратна матриця є подібною до діагональної матриці тоді і тільки тоді, коли в неї всі власні вектори лінійно незалежні. Такі матриці називають діагоналізовними.

Над полем дійсних чи комплексних чисел справедливі й такі твердження:
- відповідно до спектральної теореми довільна нормальна матриця унітарно подібна до діагональної матриці

{\displaystyle \forall A\;(AA^{*}=A^{*}A)\;\;\exists U(U^{*}=U^{-1}):\;\;UAU^{*}=D}
- відповідно до сингулярного представлення матриці для довільної матриці існують унітарні матриці U та V такі що матриця U*AV є діагональною з додатніми елементами

{\displaystyle \forall A\;\exists U,V(U^{*}=U^{-1},V^{*}=V^{-1}):\;\;U^{*}AV=D,D>0}